# Сёмин, Леонид Павлович
Леони́д Па́влович Сёмин (6 февраля 1923 — 17 февраля 1980) — русский советский писатель, прозаик, натуралист.

## Биография
6 февраля 1923 года родился в Спасске-Рязанском в семье рабочего.
В 1931 году был увезён родителями в Ленинград. Окончил школу киномехаников.
С первых дней Великой Отечественной войны в рядах действующей армии. 
Принимал активное участие в боевых действиях в блокадном Ленинграде. Осенью 1941 Сёмин нёс службу в спецотряде по обезвреживанию вражеских диверсантов, в т.ч. т.н. светофорщиков, ракетчиков и т.п. 
Воевал на Невском пятачке Невской Дубровке навстречу войскам, наносившим удар с востока для прорыва блокады Ленинграда. Осенью 1941 ему присвоено воинское звание младшего политрука. 
В начале 1942 переведён на Волховский фронт в армию генерала И. И. Федюнинского. 
На фронте вступил в коммунистическую партию. Контуженный во время боев в апреле 1942, был захвачен в плен, чудом избежав расстрела на месте. 
Находясь в Судетах, в сент. 1942 совершил свой первый побег из плена. Был пойман и отправлен в штрафной лагерь. Еще дважды пытался бежать, оба раза — неудачно; находился концентрационных в лагерях смерти Флёссенбург и Маутхаузен.
Освобождён американскими войсками в мае 1945, после чего подвергся жестокому следствию «органов», был лишён всех званий и отправлен на охраняемые строительные работы. 
Недоверие к Сёмину сохранялось на протяжении многих лет.
С 1946 по 1980 жил и работал в Ленинграде;
В начале 1960-х принят в Союз писателей СССР;
17 февраля 1980 года умер в Ленинграде.

## Творчество
Детский писатель («После погони»), писатель-натуралист («Тревоги голубого города»), автор биографической прозы («Один на один»).